# Muzyczne formy liturgiczne
Muzyczne formy liturgiczne – formy muzyczne oparte na treściach religijnych lub wykorzystywane w celach liturgicznych.

## Formy religijne
- centicle,
- hymn,
- kolęda,
- msza,
- oratorium,
- psalm,
- requiem.